# John Mew
John Mew (7 de septiembre de 1928 – 25 de junio de 2025) fue un ortodoncista británico. Fue el fundador de la ortotropía y del mewing. La ortotropía es una forma de entrenamiento postural oral que pretende guiar el crecimiento facial y que no cuenta con el apoyo de los ortodoncistas convencionales. El hijo de John Mew Michael Mew' (nacido en c. 1969) también fue ortodoncista y también practicó y promovió la idea de la ortotropía.